# Hubert Marischka
Hubert Marischka (Brunn am Gebirge, 27 agosto 1882 – Vienna, 4 dicembre 1959) è stato un tenore, regista e sceneggiatore austriaco.

## Biografia
Fratello di Ernst Marischka, nel 1906 è Danilo in Die lustige Witwe a Brno e nel 1907 canta nella prima assoluta di Der fidele Bauer di Leo Fall a Mannheim.
Il 23 dicembre 1908 è Lucas van Deesteldonck nella prima assoluta di Die geschiedene Frau di Fall con Richard Waldemar al Carltheater di Vienna dove nel 1910 è Kajetán Dimetreanu nella prima assoluta di Zigeunerliebe di Franz Lehár.
Nel 1911 è Martin von Schenkenbach in Der gute Kamerad di Emmerich Kálmán al Bürgertheater di Vienna.
Nel 1913 canta nella prima di Die ideale Gattin di Lehár con Mizzi Günther al Theater an der Wien dove nel 1914 è Kronprinz Georg nella prima assoluta di Endlich allein di Lehár e Baron Franz Gubendorf in Gold gab ich für Eisen di Kálmán, nel 1916 Achmed Bey nella prima assoluta di Die Rose von Stambul, nel 1918 Sándor Zápolja nella prima assoluta di Wo die Lerche singt di Lehár, nel 1919 nella prima assoluta di Die Dorfmusikanten di Oscar Straus, nel 1920 Baron Klemens von Reiger nella prima assoluta di Die blaue Mazur di Lehár e nel 1922 Armand nella prima assoluta di Frasquita di Lehar e Charles in Libellentanz di Lehár.
Sempre nel 1922 debutta al Wiener Staatsoper come Gabriel von Eisenstein in Die Fledermaus con Elisabeth Schumann.
Ancora al Theater an der Wien nel 1923 è Sou-Chong nella prima assoluta di Die gelbe Jacke di Lehár e Caramello in Eine Nacht in Venedig con Richard Tauber, nel 1924 Graf Tassilo Endrödy-Wittenburg/Béla Török nel grande successo di Gräfin Mariza di Kálmán diretto da Anton Paulik con Waldemar e Hans Moser, nel 1926 Mister X-Fedja Palinski nella prima assoluta di Die Zirkusprinzessin di Kálmán con Waldemar, nel 1928 Prinz Sándor Boris nella prima assoluta di Die Herzogin von Chicago di Kálmán diretto da Paulik con Waldemar e Joseph Egger e nel 1929 nella prima assoluta di Rosen aus Florida di Fall. Cantò spesso con il soprano austriaco di operetta Betty Fischer.
Nel 1930 è Johann Strauss jr in Walzer aus Wien di Erich Wolfgang Korngold al Volksoper Wien e nel 1931 canta nella prima assoluta di Der Bauerngeneral di Oscar Straus diretto da Paulik e Kronprinz Georg nella prima di Schön ist die Welt (rifacimento di Endlich allein con la Günther al Theater an der Wien dove nel 1932 è Graf Sándor nella prima assoluta di Der Teufelsreiter di Kálmán con Egger e Karl-Friedrich nella prima assoluta di Sissy di Fritz Kreisler diretto da Paulik.
Nel 1934 cura la regia della prima assoluta di Judith di Lehár diretta da Clemens Krauss con Tauber e Jarmila Novotná allo Staatsoper dove nel 1953 è Kagler, ihr Vater in Wiener Blut diretto da Paulik con Erich Kunz.
Nel 1942 cura la sceneggiatura del film Sangue viennese e nel 1952 di Das Land des Lächelns.
Nel 1949 cura il libretto e la regia della prima assoluta di Frühling im Prater di Robert Stolz al Volksoper.

## Filmografia

### Regista
- Der Millionenonkel (1913)
- Das erste Weib (1915)
- Um ein Weib, co-regia di Ernst Marischka  (1918)
- Wo die Lerche singt (1918)
- Coriandoli (1936)
- Der letzte Wiener Fiaker (1937)
- L'ussaro  (Ihr Leibhusar) (1938)
- Drunter und drüber (1939)
- Hochzeitsreise zu dritt (1939)
- Das Glück wohnt nebenan (1939)
- Il peccato di papà (Der ungetreue Eckehart) (1940)
- Herzensfreud - Herzensleid (1940)
- Oh, diese Männer
- Invito alla danza (Wir bitten zum Tanz) (1941)
- Tre ragazze viennesi (Drei tolle Mädels) (1942)
- Ein Walzer mit dir (1943)
- Ein Mann für meine Frau (1943)
- Alles aus Liebe (1943)
- Der Meisterdetektiv (1944)
- Wiener Melodien, co-regia di Theo Lingen (1947)
- Ein Mann gehört ins Haus
- Der Herr Kanzleirat
- Küssen ist keine Sünd
- Stadtpark
- Knall und Fall als Hochstapler
- Du bist die Rose vom Wörthersee (1952)
- Die Perle von Tokay (1954)
- Liebe, Sommer und Musik (1956)

### Sceneggiatore
- Der Millionenonkel, regia di Hubert Marischka (1913)
- Der Schusterprinz, regia di Ernst Marischka (1914)
- Zwei Freunde
- Um ein Weib, regia di Ernst Marischka e di Hubert Marischka (1918)
- Wo die Lerche singt, regia di Hubert Marischka (1918)
- Clò clò (Die ganze Welt dreht sich um Liebe), regia di Viktor Tourjansky (1935)
- Desiderio di re (The King Steps Out), regia di Josef von Sternberg (1936)
- Drunter und drüber, regia di Hubert Marischka (1939)
- Hochzeitsreise zu dritt, regia di Hubert Marischka (1939)
- Das Glück wohnt nebenan, regia di Hubert Marischka (1939)
- Il peccato di papà (Der ungetreue Eckehart), regia di Hubert Marischka (1940)
- Herzensfreud - Herzensleid, regia di Hubert Marischka (1940)
- Sangue viennese (Wiener Blut), regia di Willi Forst (1942)
- Tre ragazze viennesi (Drei tolle Mädels), regia di Giuseppe Fatigati e Hubert Marischka (1942)
- Ein Walzer mit dir, regia di Hubert Marischka (1943)
- Ein Mann für meine Frau, regia di Hubert Marischka (1943)
- Alles aus Liebe, regia di Hubert Marischka (1943)
- Der Herr Kanzleirat, regia di Hubert Marischka (1948)
- Küssen ist keine Sünd, regia di Hubert Marischka (1950)
- Stadtpark, regia di Hubert Marischka (1951)
- Der fidele Bauer, regia di Georg Marischka (1951)
- Das Land des Lächelns, regia di Hans Deppe e Erik Ode (1952)
- Du bist die Rose vom Wörthersee, regia di Hubert Marischka (1952)
- Die Perle von Tokay, regia di Hubert Marischka (1954)
- Liebe, Sommer und Musik, regia di Hubert Marischka (1956)